# 春日井市立柏原中学校
春日井市立柏原中学校（かすがいしりつ かしはらちゅうがっこう）は、愛知県春日井市柏原町にある公立中学校。

## 概要
- 春日井市立柏原小学校、春日井市立鳥居松小学校及び春日井市立丸田小学校 春日井市立上条小学校 春日井市立勝川小学校の一部の生徒が通学する[1]。

## 沿革
- 1979年（昭和54年）4月 - 春日井市立中部中学校から分離し、開校。
- 1980年（昭和55年） - 体育館が完成する。
- 1984年（昭和59年） - 南館が完成する。
- 1989年（平成元年） - 武道場が完成する。

## 交通アクセス
- JR東海中央本線春日井駅下車、徒歩約30分。
- かすがいシティバス西環状線、南部線「柏原町5丁目」より徒歩約10分。

## 周辺施設
- 愛知県立春日井高等学校
- 春日井市立柏原小学校
- 春日井市立鳥居松小学校
- 春日井市立丸田小学校
- 春日井市立八幡小学校
- 春日井市役所
- 春日井警察署
- 朝宮公園
- 名古屋市上下水道局鳥居松沈でん池
- 東濃信用金庫八田支店